# Ha-Kayitz Shel Aviya
Ha-Kayitz Shel Aviya é um filme israelense de 1988, do gênero drama biográfico, dirigido Eli Cohen, com roteiro baseado na autobiografia de Gila Almagor. 
Foi selecionado como representante de Israel à edição do Oscar 1989, organizada pela Academia de Artes e Ciências Cinematográficas.

## Elenco
- Gila Almagor – Henya Aleksandrowicz
- Kaipo Cohen – Aviya Aleksandrowicz
- Marina Rosetti – Esther/Helena "Lena" Gantz
- Eli Cohen – Max Gantz
- Avital Dicker – Maya Abramson